# شب‌های عاشقانه در تایگا
شب‌های عاشقانه در تایگا (انگلیسی: Love Nights in the Taiga) یک فیلم در ژانر درام به کارگردانی هارالد فیلیپ است که در سال ۱۹۶۷ منتشر شد.